# Thomispa feae
Thomispa feae is een keversoort uit de familie bladkevers (Chrysomelidae). De wetenschappelijke naam van de soort werd in 1906 gepubliceerd door Raffaello Gestro.